# Еш (Вульканайфель)
Еш (нім. Esch) — громада в Німеччині, розташована в землі Рейнланд-Пфальц. Входить до складу району Вульканайфель. Складова частина об'єднання громад Обере-Киль.
Площа — 10,17 км2. Населення становить 430 ос. (станом на 31 грудня 2020).